# Вадвай
Вадвай (нід. Wadway) — село в нідерландській провінції Північна Голландія. Територія села розділена між муніципалітетами Опмер та Медемблік.
Його площа становить 2,55 км², а населення станом на 2021 рік складало 180 осіб.
Перша згадка про населений пункт датується 1256 роком.